# Erycibe schmidtii
Erycibe schmidtii là một loài thực vật có hoa trong họ Bìm bìm. Loài này được Craib mô tả khoa học đầu tiên năm 1916.